# Esquadrilha

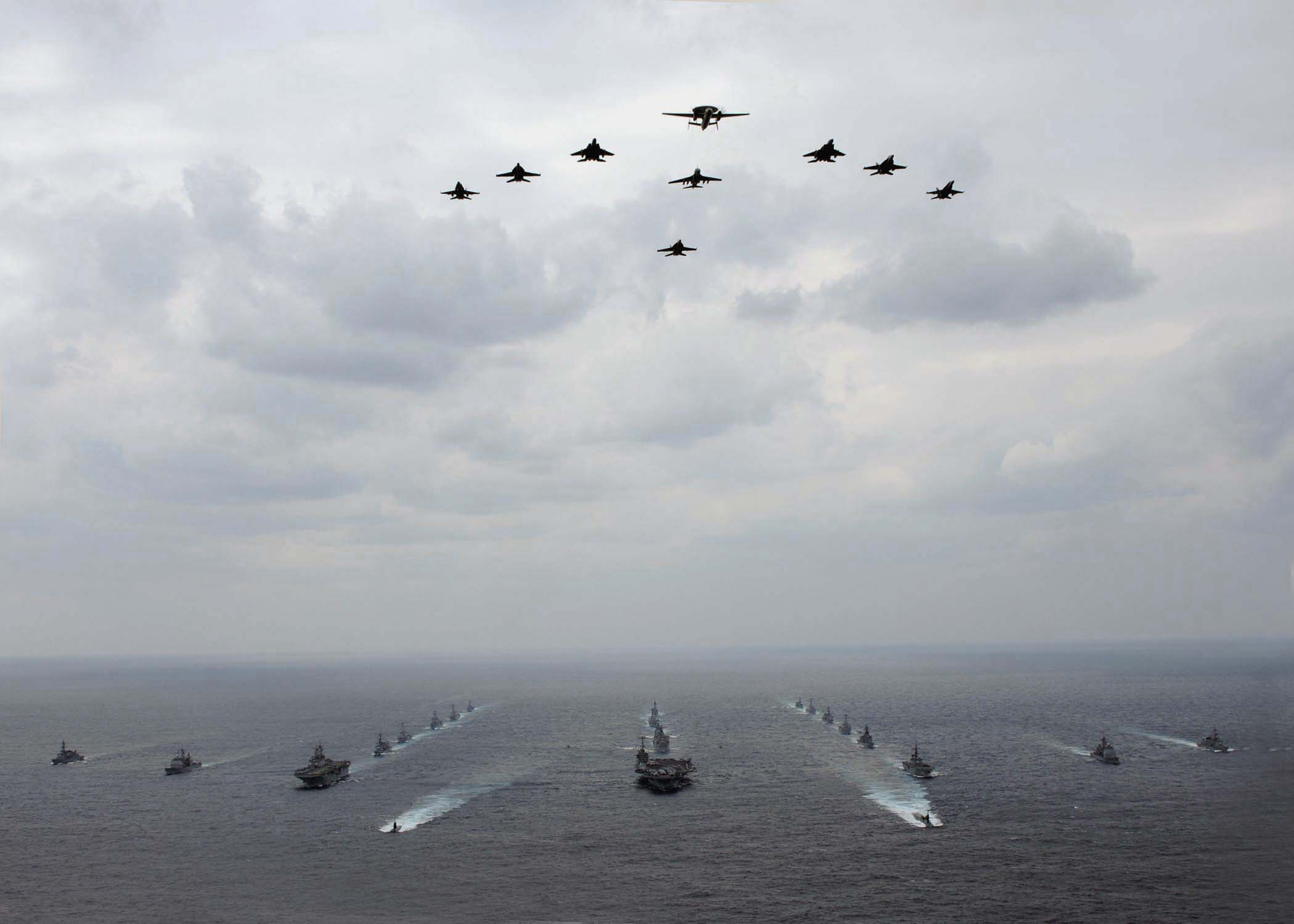
Formação conjunta de esquadrilhas aéreas e navais das marinhas dos EUA e do Japão.

Uma esquadrilha é um agrupamento de pequenos navios de guerra ou de aeronaves militares. O termo "esquadrilha" é o diminutivo de "esquadra", significando, originalmente, "pequena esquadra".
Inicialmente, o termo foi usado, pelas marinhas, para designar as suas forças navais compostas por pequenas embarcações, em comparação com as esquadras compostas por navios de linha. Algumas marinhas, usam o termo alternativo "flotilha", para designar as suas forças navais equivalentes às esquadrilhas. Com o desenvolvimento da aviação militar, o termo "esquadrilha" passou a ser usado, por extensão, para designar uma unidade de voo composta por várias aeronaves.

## Esquadrilha naval

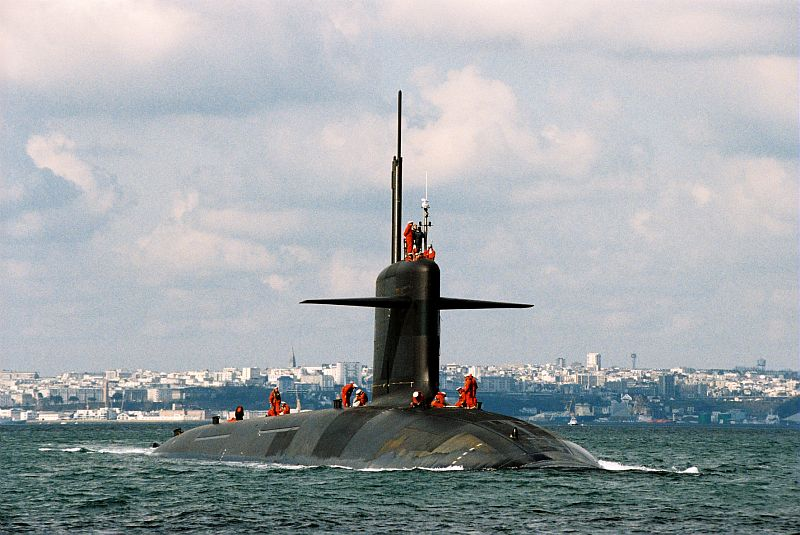
O Le Vigilant, submarino da Esquadrilha de Submarinos Nucleares Estratégicos da Marine nationale francesa.

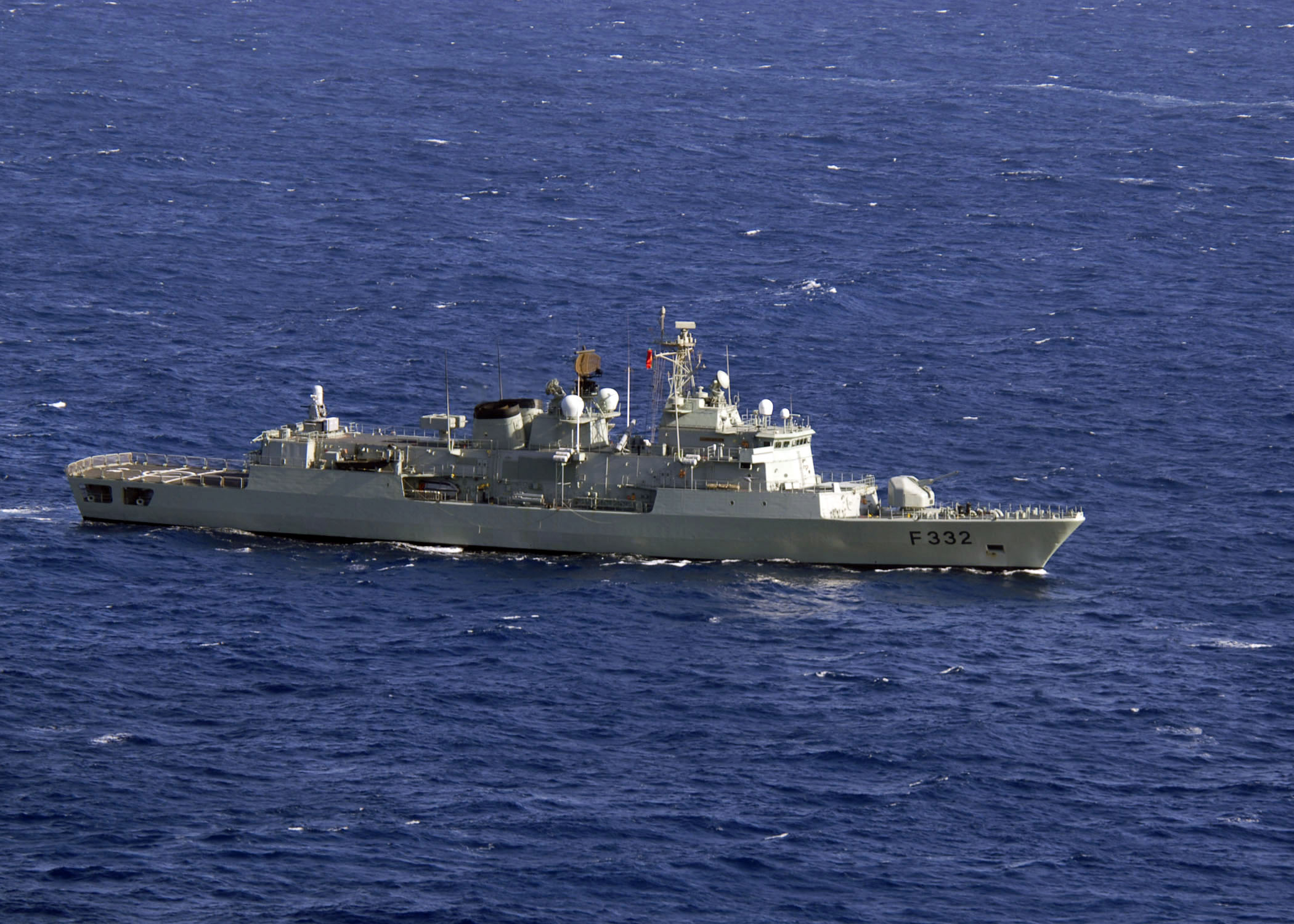
Fragata NRP Corte Real da Esquadrilha de Escoltas Oceânicas da Marinha Portuguesa.

No âmbito naval, o termo "esquadrilha" foi aplicado, em alguns países de língua latina, para designar algumas das suas forças navais compostas por pequenas embarcações de guerra. As esquadrilhas eram, normalmente, comandadas por um oficial superior ou mesmo por um oficial subalterno, em comparação com as esquadras - compostas por navios maiores - que eram, normalmente, comandadas por um oficial general.
Para designar forças navais do tipo da esquadrilha, também era utilizado o termo "flotilha". Algumas marinhas usavam apenas um dos termos, outras usavam os dois - designando "esquadrilhas" os agrupamentos de determinados tipos de navios e "flotilhas" os agrupamentos de outros tipos. Por exemplo a Marinha Portuguesa, até à década de 1990, designava o agrupamento de navios de escolta como "flotilha" e o de submarinos como "esquadrilha", enquanto que, a Armada Espanhola usava os termos, precisamente da forma inversa.
O desenvolvimento da aviação naval levou, igualmente, à utilização dos termos "esquadrilha" e "flotilha" para designar os agrupamentos de aeronaves.
Algumas das marinhas a usar o termo "esquadrilha" são:
- Armada Espanhola - dispõe de duas esquadrilhas de escoltas - cada uma agrupando entre quatro e seis fragatas - e de uma esquadrilha de caça-minas. Os submarinos e as aeronaves agrupam-se em flotilhas. Também são designadas "esquadrilhas" as subunidades da Flotilha de Aeronaves;
- Marinha Nacional francesa - dispõe da Esquadrilha de Submarinos Nucleares Estratégicos e da Esquadrilha de Submarinos Nucleares de Ataque, ambas subordinadas à Força Oceânica Estratégica. Até 2000 também eram designadas "esquadrilhas" as unidades de aviação naval de apoio, passando então a ser designadas "flotilhas" como as unidades de combate;
- Marinha Militar italiana - dispõe de duas esquadrilhas de fragatas, uma de corvetas, duas de patrulhas e duas de draga-minas. Cada esquadrilha agrupa entre quatro e oito navios, estando dependente de cada um dos comandos de força especializados. Os contratorpedeiros e navios maiores não estão agrupados em esquadrilhas, estando diretamente subordinados ao Comando da Força de Alto Mar. Os submarinos agrupam-se no Grupo de Submarinos;
- Marinha Portuguesa - subordinada à Flotilha, dispõe da Esquadrilha de Escoltas Oceânicas - agrupando as fragatas, corvetas e navios de apoio logístico da esquadra -, a Esquadrilha de Navios Patrulha, a Esquadrilha de Submarinos, a Esquadrilha de Draga-Minas - desativada - e a Esquadrilha de Helicópteros. Cada esquadrilha é comandada por um capitão de mar e guerra. Antes de 1993 só existia a Esquadrilha de Submarinos já que as esquadrilhas de escoltas oceânicas, de navios patrulha e de draga-minas eram designadas "flotilhas" e a de helicópteros não existia. Até 1975 as pequenas unidades navais estacionadas no Ultramar Português também se agrupavam em esquadrilhas. Durante a Guerra do Ultramar foram criadas a Esquadrilha de Lanchas da Guiné, a Esquadrilha de Lanchas do Zaire (Angola) e a Esquadrilha de Lanchas do Niassa (Moçambique) que agrupavam as lanchas de fiscalização e de desembarque estacionadas naquelas áreas.

## Esquadrilha aérea

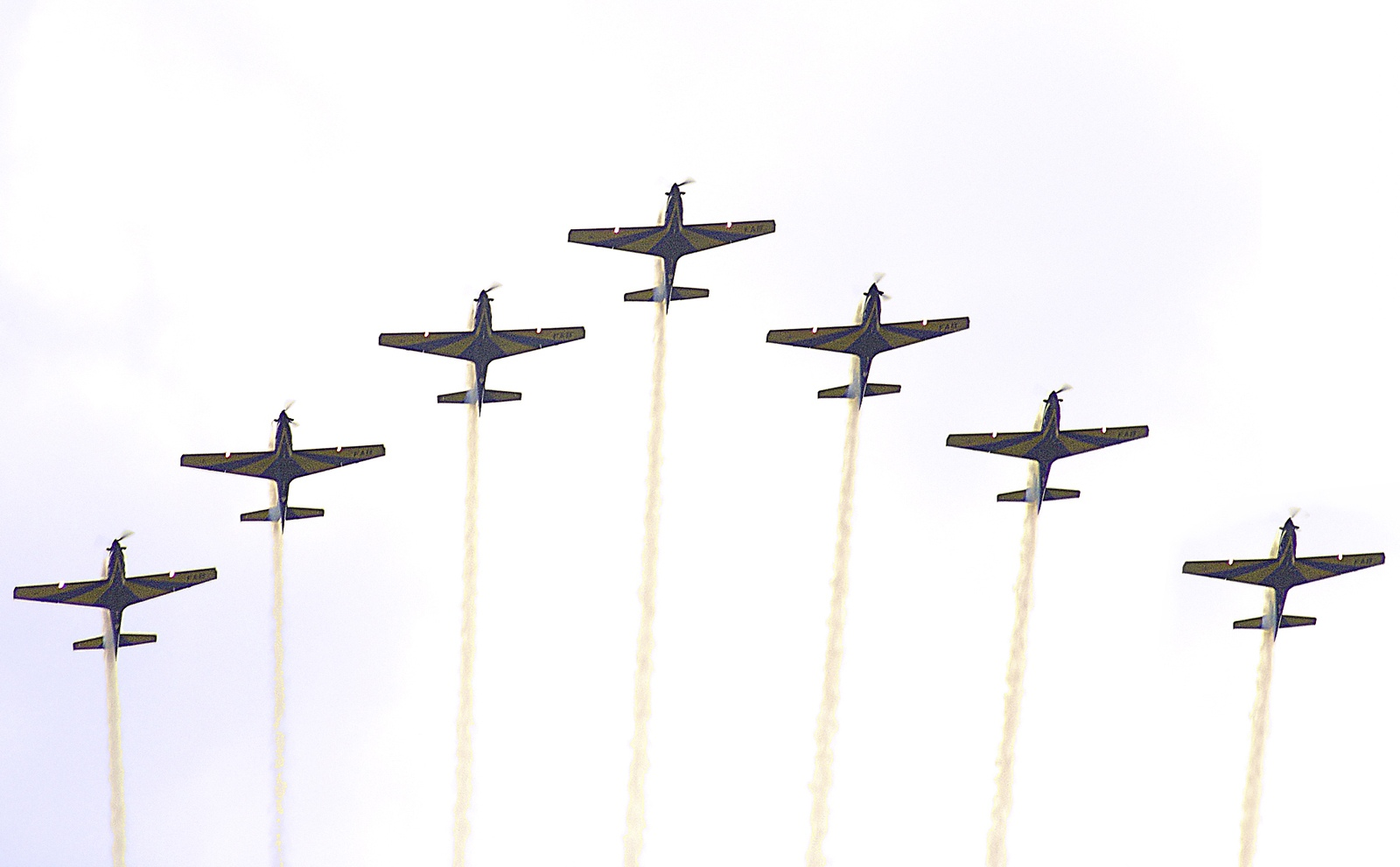
Formação em voo da Esquadrilha da Fumaça da Força Aérea Brasileira.

A esquadrilha é um tipo de unidade de voo das forças aéreas de vários países, normalmente, comandada por um capitão e composta por um determinado número de aeronaves. O termo é, igualmente, utilizado nas componentes aéreas de várias marinhas e exércitos.
Conforme o tipo de organização, a esquadrilha pode dispor de entre quatro a oito aeronaves e de entre 20 a 100 elementos, incluindo pilotos e pessoal de apoio de terra. Duas a quatro esquadrilhas, agrupam-se, normalmente, em unidades aéreas maiores, chamadas "esquadras", "grupos" ou "esquadrões", conforme a força aérea.
Por extensão o termo "esquadrilha" é utilizado, tradicionalmente, por diversas forças aéreas, para designar algumas das suas unidades no solo. As esquadrilhas de solo são, normalmente, equivalentes às unidades de escalão "companhia", ou, ocasionalmente, de escalão "pelotão, do exército.
Algumas forças aéreas designam, as suas unidades equivalentes às esquadrilhas, com termos alternativos, como "voo" (Inglês: flight) ou "enxame" (Alemão: Schwarm).
Na Força Aérea Portuguesa, a esquadrilha é a subunidade de uma esquadra, comandada por um capitão. Teoricamente, três esquadrilhas, cada qual com oito aeronaves, formam uma esquadra. Na prática tanto o número de esquadrilhas por esquadra como o número de aeronaves por esquadrilha varia. O termo também é utilizado nas unidades de solo da FAP, como por exemplo na Polícia Aérea onde a esquadrilha é a subunidade equivalente a uma companhia. Antes da criação da FAP, em 1952, a esquadrilha de cerca de 12 aviões, sob o comando de um capitão - e, ocasionalmente agrupada num grupo de esquadrilhas - era o principal tipo de unidade de voo da Aeronáutica Militar do Exército Português.